# نمایشگاه کیک ژاپن
نمایشگاه کیک ژاپن (به ژاپنی: ジャパン・ケーキ・ショー東京) بزرگترین نمایشگاه و مسابقهٔ هنر شیرینی‌پزی و تزیین کیک در کشور ژاپن است. این مسابقه هر ساله یکبار در ماه سپتامبر به مدت سه روز شهر توکیو برپا می‌شود. 

## بخش‌های مسابقه
- بخش تزیین کیک با مارزیپان
- بخش تزیین کیک با کرم کره
- بخش درست کردن شیرینی با ابعاد بزرگ
- بخش درست کردن شیرینی با ابعاد کوچک
- بخش شکلات
- بخش هنرهای شکری
- بخش بیسکویت
- بخش مسابقه کودکان